# 模罕默德·施丹
穆罕默德·阿卜杜拉·施丹（英語：Mohamed Abdulla Zidan，1981年12月11日—）是一位埃及足球運動員，擔任前鋒，現時已退役，他是埃及國家足球隊的成員。

## 生平
這名球員早年曾在丹麥超級聯賽球會效力，後來被德國球會雲達不来梅收購。其間他被外借至小型球會緬恩斯。到2007年加盟漢堡後開始嶄露頭角。
2008年轉投多蒙特，首一季上陣30場入7球。

## 外部連結
- 穆罕默德·施丹官方網頁
- EgyptianPlayers news items
- SoccerEgypt 穆罕默德·施丹資料
- 穆罕默德·施丹效力丹麥期間數據
- 穆罕默德·施丹資料 （页面存档备份，存于）